# Бартон Рихтер
Бартон Рихтер (енгл. Burton Richter, 22. март 1931 – 18. јул 2018) био је амерички физичар, који је 1976. године, заједно са Семјуелом Тингом, добио Нобелову награду за физику „за пионирски рад у открићу тешке елементарне честице нове врсте; тачније, за откриће J/ψ честице (псион) која је показала кварковску структуру језгра”.